# 霸府
霸府，或稱霸府政治，乃指魏晉南北朝和五代十國時期勢力強大，並且擁有架空朝廷實力的府署宅第，或者是凭借实力篡位自立、終成帝業的藩王或權臣的府署宅第。語出自《晉書 ·孔愉丁潭等傳論》：「咸以篠簜之材，邀締構之運，策名霸府，騁足高衢。」《梁書 ·臧盾傳》： 「高祖平京邑，霸府建，引為驃騎刑獄參軍。」

## 定義
魏晋南北朝时皇权衰微与权臣执政，因而產生“霸府”的政体形态。東漢末年建安年間董卓、曹操架空汉献帝与朝廷，独揽国政的统治模式被史學家袁宏称为“霸朝”、胡三省称为“霸府”。目前史学界对“霸府”的性质定義為权臣建立以控制皇帝与朝廷，作为国家实际权力中心的府署机构。它可以隨著權臣所任職的官職不一而有不同的名稱，如太师府、丞相府、大将军府、大司马府、太尉府、骠骑将军府等各种非正式国家最高权力机关。
霸府包含两面含义，即实际掌握最高权力的相权取代皇权，以及规模和组织系统庞大至有如一個小朝廷的幕府，權臣通常擁有臣屬於自己的軍事和幕僚機構作為真正的國家權力中樞。

## 歷史

### 漢末
建安元年（196年）曹操迁汉献帝于许都，建立司空府掌握实际权力，其霸府最初设於许都，与朝廷同都，中央政府在名义上设有三公中的司徒但不设太尉；曹操於200年官渡之战中消灭袁紹勢力後，将司空府迁至邺城与帝都分离。208年，曹操任丞相，废除旧有三公制度扩大相府规模，行使原屬朝廷中央官制的职能並不再朝覲漢帝。213年，曹操受封魏公加九锡成立魏国，於國都邺城修建社稷宗庙，並建置尚书、侍中、六卿及五曹等中央政府机构取代朝廷的職能。称魏王後採用近似漢帝的礼仪制度。曹操开创霸府政治的統治模式，为后世权臣篡夺政权提供借鉴的典範。220年，曹操去世後由其子曹丕繼任丞相錫爵魏王兼領冀州牧，改建安二十五年為延康元年，於同年十月，逼迫漢獻帝禪位，篡漢稱帝，國號為魏，改元黃初，定都洛陽。

### 曹魏
魏明帝曹叡臨終時，令大將軍曹爽與太尉司馬懿共同輔佐幼帝曹芳。景初三年（239年）曹芳即位，曹爽初敬司馬懿後排斥之，實施改革壓抑士族，司馬懿明升暗降為太傅。正始十年（249年）司馬懿趁虛發動高平陵之变後夷滅曹爽三族。251年，司馬懿夷滅王凌、令狐愚三族並賜死曹彪，鞏固權勢。為防患未然，司馬懿將曹氏王公遷往鄴城監禁看管。司馬懿辭讓朝廷加給他的相國、郡公、九錫，至死都是政變前的官爵：太傅、舞陽侯。同年，司馬懿病逝，其長子司馬師受拜為撫軍大將軍，執掌魏國軍政大權，次年升任大將軍。
253年，司馬師於合肥新城之戰擊退孫吳太傅諸葛恪而提高聲望，在朝堂上反遭致猜忌，加深權臣派與皇帝派的矛盾。隔年司馬師族滅中書令李豐、太常夏侯玄、光祿大夫張緝等人三族，至此曹氏、夏侯氏親族和支持他們的玄學家基本被肅清。司馬師同時猜疑曹芳而廢之，提出立曹氏宗親中年長的曹據為帝，最終在郭太后建議下立曹髦為帝。曹髦登位後曾拜司馬師為相國，司馬師辭讓。255年，毌丘儉及文欽起兵反司馬師被鎮壓，但司馬師同時於敵方奇襲間病歿許昌，由親弟司馬昭續掌實權，官拜「大將軍加侍中，都督中外諸軍、錄尚書事，輔政，劍履上殿」。隔年，進位為大都督、高都公。
256年，司馬昭偕同皇帝曹髦平定諸葛誕叛亂，至此消滅一切與之對抗的外藩勢力。魏帝欲晉陞司馬昭為相國、晉公，司馬昭未受。260年，曹髦與王沈、王經、王業等三人密謀言明誅殺司馬昭。有近臣先行向司馬昭報信，司馬昭旋即派兵入宮，中護軍賈充在南闕下令成濟刺殺曹髦，20日後司馬昭決議以弒君之罪誅殺成濟一族。司馬昭再立曹奐為魏帝，至此魏國上下均效忠司馬氏。263年，司馬昭發動魏滅蜀之戰滅亡蜀漢，隔年拜領相國、封爵晉王加九錫，司馬氏代魏之勢已成。同年鍾會聯合降將姜維宣稱郭太后遺命發動鍾會之亂，於短時間內即被鎮壓，鄧艾等人遇害於亂中。265年，司馬昭病歿，長子司馬炎承繼相國、錫爵晉王。266年，司馬炎逼皇帝曹奐退位，建立晉朝。

### 晉朝
西晉初由外戚「三楊」楊駿、楊珧與楊濟攬政，後自賈南風亂政以來陷入宗室諸王彼此攻訐、爭鬥、篡權、謀弒、架空朝廷執政的亂世直至永嘉之禍。八王之乱的爆发与宗室諸王掌握中央与地方的军政大权有密切的联系，出镇的宗王既手握军权又兼综民事，将军开府以后拥有眾多文武僚佐，从而为諸王掌握军政大权奠定基础。八王之乱自晋惠帝永平元年（291年）至光熙元年（306年）歷時十六年，八王之中实行过霸府统治的宗王有赵王司馬伦、齐王司馬冏、长沙王司馬乂、成都王司馬颖、河间王司馬颙、东海王司馬越等六王，其中司马越霸府统治时间最长，从306年直到311年病逝，其余诸王的统治时间短暂。
東晉雖然是司馬氏政權的延續，但司馬氏在政治上威望不高，朝廷由世族大家把持，最先的一個乃出身琅琊王氏的王導，其後又有陳郡謝氏的謝安、謝玄等等。而世家大族中的代表者有南下的王、謝、袁、蕭等僑姓，和本身居於江南的朱、張、顧、陸的吳姓。最初東晉有賴權臣王導主持大局，一方面拉攏江南士族，一方面又安排予從中原南下的士族，並以司馬氏作為共同擁戴的對象，司馬氏實際上成為傀儡。晉哀帝曾自嘲政治大事皆由桓溫主導，自己則只負責宗廟祭祀等小事。桓溫因曾領兵消滅成漢、三次領導北伐而聲名大盛，掌握朝政並操縱廢立時更有意奪取帝位，但終因最後一次北伐大敗而令聲望受損，受制於朝中王、謝勢力而未能如願，直至去世時也未能實現加九錫的心願。其子桓玄後來一度篡奪東晉帝位而建立桓楚。404年，以劉裕為首的數名將領起兵勤王，桓楚不敵，桓玄退出建康並挾持晉安帝西逃至江陵。同年稍後，桓玄敗死，其堂弟桓謙將國璽奉還安帝。桓楚亡後，劉裕獲得極高名望，不久之後掌握朝政大權接受相國、總百揆、揚州牧的官職，以十郡建「宋國」，受封為宋公，並接受九錫的特殊禮待。同年，劉裕命令中書侍郎王韶之與晉安帝左右侍從密謀以毒酒毒殺安帝，王韶之於是乘司馬德文因病出宮的機會下手，縊殺安帝。當時劉裕因為相信預言書說：「昌明（晉孝武帝）之後尚有二帝」，於是聲稱依照遺詔，立司馬德文為皇帝。元熙元年（419年），劉裕進爵為宋王又加十郡增益宋國，令宋國包括了二十郡。年末劉裕又獲加皇帝規格的的十二旒冕、天子旌旗等一系列特殊禮待。元熙二年（420年），劉裕入輔，傅亮知劉裕想要晉恭帝禪讓帝位予他但難於啓齒，於是代為向恭帝暗示，恭帝於是在六月禪讓帝位給劉裕，東晉滅亡，劉裕即位為帝，改國號為「宋」，改元永初。劉裕在稱帝之後，為斬草除根弒殺晉恭帝。

### 南北朝
劉宋、南齐、南梁、南陈四朝更替的模式相同，权臣先由军功成为开府的高品将军後控制朝政，确立霸府统治最后都进位皇帝。在南朝王朝更替时，权臣所经历的霸府阶段较短，往往時機一至便直接稱帝。霸府政治在南朝进入另一发展阶段，新旧王朝的更替迅速。同时，霸府对同一王朝内皇权的更替也发挥着一定的作用。
北朝的霸府统治始于尔朱荣，530年北魏孝庄帝设計誅滅尔朱荣结束其霸府统治，爾朱兆與爾朱世隆等族人繼之掌權操縱廢立，不久爾朱兆親手把孝莊帝絞死於晉陽三級佛寺之中。531年，高歡在信都起兵反抗爾朱氏，於韓陵之戰中將其消滅。北魏陷入連串乱局後分裂为东魏、西魏，东魏朝政实际上被高欢父子掌握，建立霸府於晋阳。西魏朝政由宇文泰控制，於同州建立霸府。557年，北周取代西魏，但新皇帝宇文觉并未取得军政大权，大权旁落宇文护之手，宇文护的府署成为北周初期掌握实际权力的霸府，其執政期間下令弒殺三位皇帝和八柱國中的三人。北周武帝剷除宇文护後才真正进入皇权时期。北周後期，外戚杨坚确立霸府统治，最終建立隋朝。

## 曾經開創霸府的權臣
| 東漢郿侯霸府                               |      |        |                            |             | |
| 歷代                                       | 肖像 | 名     | 官職                       | 任期        | 備註 |
| 1                                          |      | 董卓   | 太尉→相国→太师             | 189年-192年 | 189年，開始挾天子以令諸侯。废汉少帝并弑君，毒杀何太后，被朝廷册封为相国，獲「入朝不趋，剑履上殿」禮遇。封董卓的母亲为池阳君。191年，董卓在长安朝廷内外都广布亲信，朝廷命光禄勋宣璠册封董卓为太师，位在诸侯王上。董卓僭用近似天子的服饰及车驾，呼召三台，尚书以下官员自行绕过朝廷到董卓家中议事，官员与董卓言语间略有不合即被当场杀死。董卓的宗族内外，并列官位。其子孙男皆封侯，女为邑君。董卓权倾天下，威震华夏。                                                        |
| 東漢武平侯→魏公→魏王霸府                   |      |        |                            |             | |
| 歷代                                       | 肖像 | 名     | 官職                       | 任期        | 備註 |
| 1                                          |      | 曹操   | 司空→丞相                  | 197年-220年 | 196年，開始挾天子以令諸侯。200年，發生衣帶詔事件，董承、王子服等人密謀除曹失敗遭夷滅三族，懷有身孕的董貴人同被絞殺。212年，獲「參拜不名、入朝不趨、劍履上殿」禮遇。214年，誅殺含伏皇后在內的伏氏宗族百餘人，曹操之女曹節被立為皇后。216年封爵為魏王。 |
| 2                                          |      | 曹丕   | 丞相                       | 220年       | 曹操三子，211年被任命為五官中郎將、副丞相。220年錫爵魏王，同年受禅為魏文帝。 |
| 蜀汉武乡侯霸府                             |      |        |                            |             | |
| 1                                          |      | 诸葛亮 | 丞相                       | 223年-234年 | 223年，刘禅继位为皇帝，封诸葛亮为武乡侯，领益州牧，开府治事，朝廷政事不论大小，咸决于诸葛亮。234年，諸葛亮病歿於五丈原，劉禪始廢相「自攝國事」；另由蔣琬、費禕、董允等人主政，並寵信侍中陳祗與宦官黃皓。 |
| 曹魏舞陽侯→高都縣侯→高都縣公→晉公→晉王霸府 |      |        |                            |             | |
| 歷代                                       | 肖像 | 名     | 官職                       | 任期        | 備註 |
| 1                                          |      | 司馬懿 | 太傅                       | 249年-251年 | 249年發動高平陵之變奪取政權，隨後以查實謀反為由將曹爽及其親信黨羽族滅。平定王淩之亂後，司馬懿將曹魏宗室遷至鄴城監管。 |
| 2                                          |      | 司馬師 | 大將軍                     | 251年-255年 | 司馬懿長子，以高平陵之變有功而獲封長平鄉侯，司馬懿故後襲封舞陽侯。254年廢曹芳。 |
| 3                                          |      | 司馬昭 | 大將軍→相國                | 255年-265年 | 司馬懿次子、司馬師之弟，254年因參與廢立有功而進爵高都縣侯。256年擔任大都督、進爵高都縣公、加九錫，增封三縣食邑。260年弒殺曹髦。264年受拜為相國、陞爵晉王。 |
| 4                                          |      | 司馬炎 | 相國                       | 265年-266年 | 司馬昭長子，魏朝相國、晉王，受禅為晉武帝。 |
| 西晉趙王霸府                               |      |        |                            |             | |
| 歷代                                       | 肖像 | 名     | 官職                       | 任期        | 備註 |
| 1                                          | －   | 司馬倫 | 相國                       | 300年-301年 | 司馬懿九子，與賈南風有私交。權衡利益假意煽動賈南風鎮壓太子黨謀害太子，於賈后謀害愍懷太子司馬遹後又以為太子復仇為名發動政變廢賈后為庶人，將之幽禁於建始殿後遷拘於金墉城。事後矯詔自為使持節、大都督、督中外諸軍事、相國，侍中。301年篡位自立。 |
| 西晉齊王霸府                               |      |        |                            |             | |
| 歷代                                       | 肖像 | 名     | 官職                       | 任期        | 備註 |
| 1                                          | －   | 司馬冏 | 大司馬                     | 301年-302年 | 司馬昭之孫，其次子司馬攸之子。與成都王司馬穎、河間王司馬顒、常山王司馬乂一同起兵反司馬倫。 |
| 西晉長沙王霸府                             |      |        |                            |             | |
| 歷代                                       | 肖像 | 名     | 官職                       | 任期        | 備註 |
| 1                                          | －   | 司馬乂 | 驃騎大將軍→大都督          | 302年-304年 | 晉武帝十七子、惠帝之弟，與齊王司馬冏、成都王司馬穎、河間王司馬顒興兵討伐司馬倫。302年，河間王司馬顒聽從李含的計謀，指令司馬乂討伐司馬冏並將之殺害。 |
| 西晉成都王霸府                             |      |        |                            |             | |
| 歷代                                       | 肖像 | 名     | 官職                       | 任期        | 備註 |
| 1                                          | －   | 司馬穎 | 大將軍→丞相                | 302年-305年 | 晉武帝十九子、惠帝之弟。302年司馬冏被長沙王司馬乂打敗並殺害，司馬乂掌權後，朝中事務事無巨細都會向鄴城的司馬穎報告和詢問，故此司馬穎實是遙距執掌朝政。曾為皇太弟，後為司馬顒所廢。 |
| 西晉河間王霸府                             |      |        |                            |             | |
| 歷代                                       | 肖像 | 名     | 官職                       | 任期        | 備註 |
| 1                                          | －   | 司馬顒 | 太尉→太宰→大都督           | 304年-305年 | 司馬孚之孫、太原王司馬瓌長子。廢皇太子司馬覃，立成都王司馬穎為皇太弟。304年，王浚聯合東瀛公司馬騰討伐司馬穎，兵臨鄴城時司馬穎倉皇挾晉惠帝出逃洛陽。留鎮洛陽的張方擁兵專制朝政，又逼惠帝駕幸長安。司馬顒選置百官，改秦州為定州，另立豫章王司馬熾為皇太弟。司馬顒任命司馬越為太傅要求其來長安一起輔政，司馬越不受。後東海王司馬越起兵徐州西迎大駕，與司馬顒分陝而治。兵敗於司馬越，一度東山再起後又被擊敗，於詔請返京途中被南陽王司馬模派遣的將領弒殺，其三個兒子同時遇害。 |
| 西晉東海王霸府                             |      |        |                            |             | |
| 歷代                                       | 肖像 | 名     | 官職                       | 任期        | 備註 |
| 1                                          | －   | 司馬越 | 司空→尚書令→司徒→太傅→丞相 | 306年-311年 | 司馬馗之孫、高密王司馬泰長子。305年在徐州起兵討伐河間王司馬顒。306年，司馬越率領諸侯及鮮卑將領許扶歷、駒次宿等軍隊護送晉惠帝返回洛陽。晉惠帝升司馬越為太傅錄尚書事，增封下邳、濟陽二郡。 |
| 東晉南郡公→楚王霸府                        |      |        |                            |             | |
| 歷代                                       | 肖像 | 名     | 官職                       | 任期        | 備註 |
| 1                                          | －   | 桓溫   | 太尉→大司馬                | 354年-373年 | 354年罷斥殷浩獨自掌權。遺命其弟桓沖統率其軍隊，並接任揚州刺史。 |
| 2                                          | －   | 桓玄   | 丞相→太尉→大將軍→相國      | 402年-404年 | 桓溫之子，402至403年誅殺會稽王司馬道子及司馬元顯父子後奪取朝權。404年稱帝。 |
| 東晉豫章郡公→宋公→宋王霸府                 |      |        |                            |             | |
| 歷代                                       | 肖像 | 名     | 官職                       | 任期        | 備註 |
| 1                                          |      | 劉裕   | 太尉→相國                  | 404年-420年 | 420年篡位為宋武帝。 |
| 南朝宋西陽縣公→齊公→齊王霸府               |      |        |                            |             | |
| 歷代                                       | 肖像 | 名     | 官職                       | 任期        | 備註 |
| 1                                          |      | 蕭道成 | 尚書令→司空→太傅→相國      | 477年-479年 | 479年篡位為齊高帝。 |
| 南朝齊西昌侯→宣城郡公→宣城王霸府           |      |        |                            |             | |
| 歷代                                       | 肖像 | 名     | 官職                       | 任期        | 備註 |
| 1                                          | －   | 蕭鸞   | 太傅                       | 493年-494年 | 蕭道生之子、齊高帝蕭道成之侄，494年篡位為齊明帝。 |
| 南朝齊建安郡公→梁公→梁王霸府               |      |        |                            |             | |
| 歷代                                       | 肖像 | 名     | 官職                       | 任期        | 備註 |
| 1                                          |      | 蕭衍   | 大司馬→相國                | 501年-502年 | 502年篡位為梁武帝。 |
| 南朝梁河南王→漢王霸府                      |      |        |                            |             | |
| 歷代                                       | 肖像 | 名     | 官職                       | 任期        | 備註 |
| 1                                          |      | 侯景   | 大將軍→丞相→相國           | 548年-551年 | 發動侯景之亂困死梁武帝，並大肆屠戮蕭家宗室、世族琅琊王氏、陳郡謝氏。551年稱帝。552年兵敗。 |
| 南朝梁義興郡公→陳公→陳王霸府               |      |        |                            |             | |
| 歷代                                       | 肖像 | 名     | 官職                       | 任期        | 備註 |
| 1                                          |      | 陳霸先 | 司空→太傅→丞相→相國        | 555年-557年 | 557年篡位為陳武帝。 |
| 北魏太原王霸府                             |      |        |                            |             | |
| 歷代                                       | 肖像 | 名     | 官職                       | 任期        | 備註 |
| 1                                          |      | 爾朱榮 | 大都督→太師→大丞相         | 528年-530年 | 528年成功討伐宣武靈皇后上位。身死後，爾朱兆與爾朱世隆等族人繼之掌權操縱廢立。 |
| 東魏渤海王→齊王霸府                        |      |        |                            |             | |
| 歷代                                       | 肖像 | 名     | 官職                       | 任期        | 備註 |
| 1                                          |      | 高歡   | 大丞相                     | 531年-547年 | 於韓陵之戰擊敗爾朱氏。 |
| 2                                          |      | 高澄   | 相國                       | 547年-549年 | 高歡長子。 |
| 3                                          |      | 高洋   | 相國                       | 549年-550年 | 高歡次子、高澄之弟，篡位為北齊文宣帝。 |
| 西魏安定公→周國公霸府                      |      |        |                            |             | |
| 歷代                                       | 肖像 | 名     | 官職                       | 任期        | 備註 |
| 1                                          |      | 宇文泰 | 丞相兼任太師、大冢宰       | 535年-556年 | 殺皇帝元修及情婦元明月，另立元明月之兄元寶炬為帝，是為西魏。 |
| 2                                          | －   | 宇文覺 | 太師兼任大冢宰             | 556年-557年 | 宇文泰嫡長子，由堂兄中山公兼任大將軍→司空宇文護掌權。557年被宇文護擁立篡位為周孝閔帝後被廢殺。 |
| 北周晉國公→晉公霸府                        |      |        |                            |             | |
| 歷代                                       | 肖像 | 名     | 官職                       | 任期        | 備註 |
| 1                                          | －   | 宇文護 | 大司馬→太師兼任大冢宰      | 556年-572年 | 宇文泰長兄宇文顥之子。556年，宇文泰因其諸子年幼而遺命侄子宇文護掌管國政。557年擁立宇文覺稱帝後連續廢殺三位西魏、北周皇帝。572年被北周武帝消滅。 |
| 北周隨國公→隨王→隨王霸府                   |      |        |                            |             | |
| 歷代                                       | 肖像 | 名     | 官職                       | 任期        | 備註 |
| 1                                          |      | 楊堅   | 丞相→相國兼任大冢宰        | 580年-581年 | 580年6月8日周宣帝病篤，下詔讓隨國公楊堅入宮陪伴。22日宣帝去世後，劉昉與鄭譯矯詔讓楊堅輔政，次年楊堅廢周靜帝自立為隋文帝，於589年統一天下。 |
| 唐末東平王→梁王霸府                        |      |        |                            |             | |
| 歷代                                       | 肖像 | 名     | 官職                       | 任期        | 備註 |
| 1                                          |      | 朱溫   | 太尉→檢校司空              | 901年-907年 | 901年唐昭宗被宦官韓全誨幽禁，崔胤乃召朱全忠救駕。韓全誨投靠鳳翔節度使李茂貞，朱全忠進攻鳳翔，903年節度使李茂貞殺韓全誨等七十餘人，與朱全忠和解、護送昭宗出城，昭宗返都。不久朱全忠盡殺宦官數百人、廢神策軍，完全控制皇室。脅迫遷都洛陽後操縱廢立，發動白馬驛之禍。907年篡唐自立為後梁太祖。 |
| 楊吳齊國公→東海郡王→齊王霸府               |      |        |                            |             | |
| 歷代                                       | 肖像 | 名     | 官職                       | 任期        | 備註 |
| 1                                          | －   | 徐溫   | 大丞相兼任太尉             | 907年-927年 | 905年，楊行密去世長子楊渥繼立，調動在宣州的親兵將領朱思勍等人入衛，諸將不安。因此徐溫與左衙指揮使張顥於907年發動政變攻滅朱思勍後共掌軍政，楊氏大權旁落。次年又與張顥殺楊渥，立楊行密次子楊隆演。張顥意欲排擠徐溫出外，但淮南謀士嚴可求與徐溫交好，說服節度副使李承嗣一同干預，遂未果。不久，徐溫殺張顥，將殺楊渥之事單獨歸咎之後獨攬大權。 |
| 2                                          | －   | 徐知誥 | 太尉→中書令→太師→大丞相    | 927年-937年 | 徐溫養子，927年徐溫去世後徐知誥與徐溫親子徐知詢爭權，徐知誥趁徐知詢入朝時，將其扣留，自此完全掌握南吳政權。937年篡位稱帝，立國徐齊。939年，徐知誥應群臣之請回復本姓改名李昪，以續李唐之社稷後立國南唐，為南唐烈祖。 |

## 註腳
1. ↑  張軍. . 《兰州大学学报：社会科学版》. 2004, 4: 42–47 （中文）.
2. ↑  杜志成.  (PDF). 中國文化大學史學研究所博士論文. 2010: 209–285 （中文（臺灣））.